# Liste der Kulturdenkmale in Stakendorf
In der Liste der Kulturdenkmale in Stakendorf sind alle Kulturdenkmale der schleswig-holsteinischen Gemeinde Stakendorf (Kreis Plön) aufgelistet (Stand: 10. März 2025).

## Legende
In den Spalten befinden sich folgende Informationen:
- Objekt-ID: die Nummer des Kulturdenkmales
- Lage: die Adresse des Kulturdenkmales und die geographischen Koordinaten. Kartenansicht, um Koordinaten zu setzen. In der Kartenansicht sind Kulturdenkmale ohne Koordinaten mit einem roten Marker dargestellt und können in der Karte gesetzt werden. Kulturdenkmale ohne Bild sind mit einem blauen Marker gekennzeichnet, Kulturdenkmale mit Bild mit einem grünen Marker.
- Offizielle Bezeichnung: Bezeichnung des Kulturdenkmales
- Beschreibung: die Beschreibung des Kulturdenkmales
- Bild: ein Bild des Kulturdenkmales

## Sachgesamtheiten
| Objekt-ID | Lage                                         | Offizielle Bezeichnung  | Beschreibung | Bild            |
| --------- | -------------------------------------------- | ----------------------- | --- | --------------- |
| 40806     | Dorfstraße 15 (54° 23′ 12″ N, 10° 25′ 40″ O) | Hofanlage Dorfstraße 15 | Hofanlage Dorfstraße 15; 2. Hälfte 19. Jh.; am zentralen Dorfanger gelegenes Ensemble aus Haupthaus, Scheune und zwei Hausbäumen - Begründung: geschichtlich, wissenschaftlich, künstlerisch, städtebaulich, Kulturlandschaft prägend - Schutzumfang: Haupthaus mit zwei Hausbäumen, Scheune                                                                   | BW              |
| 40816     | Dorfstraße 17 (54° 23′ 14″ N, 10° 25′ 39″ O) | Hofanlage Lamp          | Hofanlage Lamp; 19. Jh., 1909, Baumeister Hermann Göttsch; am zentralen Dorfanger gelegener Dreiseithof aus Wohnhaus, rückwärtig gelegenem Wirtschaftsgebäude und Stallscheune - Begründung: geschichtlich, wissenschaftlich, künstlerisch, städtebaulich, Kulturlandschaft prägend - Schutzumfang: Wohnhaus mit Einfriedung, Wirtschaftsgebäude, Stallscheune | Fotos hochladen |
| 40810     | Dorfstraße 18 (54° 23′ 14″ N, 10° 25′ 48″ O) | Hofanlage Schneekloth   | Hofanlage Schneekloth; 19. Jh.; am östlichen Ortsrand gelegener Dreiseithof aus Wohnhaus, nördlicher und südlicher Scheune, sowie Hofallee/Rondell - Begründung: geschichtlich, künstlerisch, städtebaulich, Kulturlandschaft prägend - Schutzumfang: Wohnhaus mit Hofallee/Rondell, nördliche Scheune, südliche Scheune                                       | BW              |
| 52478     | Dorfstraße 23 (54° 23′ 15″ N, 10° 25′ 36″ O) | Hof Lagemann            | Hof Lagemann; 1612, 1796; am zentralen Dorfanger gelegenes Ensemble aus Haupthaus und Bohlenspeicher - Begründung: geschichtlich, wissenschaftlich, städtebaulich, Kulturlandschaft prägend - Schutzumfang: Haupthaus, Bohlenspeicher | BW              |
| 40811     | Dorfstraße 25 (54° 23′ 15″ N, 10° 25′ 34″ O) | Hofanlage Ladehoff      | Hofanlage Ladehoff; Mitte 16. Jh., um 1900; am zentralen Dorfanger gelegenes Ensemble aus Haupthaus, aufgestocktem Bohlenspeicher und Querscheune - Begründung: geschichtlich, wissenschaftlich, künstlerisch, städtebaulich, Kulturlandschaft prägend - Schutzumfang: Haupthaus, Bohlenspeicher, Querscheune                                                  | BW              |
| 40804     | Dorfstraße 26 (54° 23′ 16″ N, 10° 25′ 43″ O) | Hofanlage Muhs          | Hofanlage Muhs; Anfang 17. Jh., 19. Jh.; am zentralen Dorfanger gelegenes Ensemble aus Wohnhaus, südlicher Querscheune und Bohlenspeicher - Begründung: geschichtlich, wissenschaftlich, städtebaulich, Kulturlandschaft prägend - Schutzumfang: Wohnhaus, Bohlenspeicher, südliche Querscheune                                                                | BW              |
| 40802     | Dorfstraße 44 (54° 23′ 21″ N, 10° 25′ 23″ O) | Hofanlage Grapengeter   | Hofanlage Grapengeter; 1912/13, Baumeister Hermann Göttsch; westlich des zentralen Dorfangers gelegenes Ensemble aus Wohnhaus, Wirtschaftsgebäude und Einfriedung - Begründung: geschichtlich, künstlerisch, städtebaulich, Kulturlandschaft prägend - Schutzumfang: Wohnhaus mit Einfriedung, Wirtschaftsgebäude                                              | BW              |

## Bauliche Anlagen
| Objekt-ID      | Lage                                             | Offizielle Bezeichnung | Beschreibung | Bild            |
| -------------- | ------------------------------------------------ | ---------------------- | --- | --------------- |
| 4619           | Dorfstraße 15 (54° 23′ 12″ N, 10° 25′ 41″ O)     | Haupthaus              | Haupthaus; 2. Hälfte 19. Jh.; Probsteier Bauernhaus, langgestreckter giebelständiger Fachwerkbau mit Halbwalmdach und eingezogenem, aufwändig dekoriertem Eingangsbereich, zwei Hausbäume - Begründung: geschichtlich, wissenschaftlich, künstlerisch, städtebaulich, Kulturlandschaft prägend - Schutzumfang: Haupthaus, zwei Hausbäume - Denkmaltyp: Bauliche Anlage, Sachgesamtheit: Hofanlage Dorfstraße 15                   | Fotos hochladen |
| 40817          | Dorfstraße 17 (54° 23′ 14″ N, 10° 25′ 40″ O)     | Wohnhaus               | Wohnhaus; 1909, Baumeister Hermann Göttsch; zweigeschossiger villenartiger Backsteinbau im Heimatschutzstil mit Sattel- und Walmdächern, in zwei Giebeln Zierfachwerk, mit Einfriedung - Begründung: geschichtlich, künstlerisch, städtebaulich, Kulturlandschaft prägend - Schutzumfang: Wohnhaus, Einfriedung - Denkmaltyp: Bauliche Anlage, Sachgesamtheit: Hofanlage Lamp                                                     | Fotos hochladen |
| 4621           | Dorfstraße 18 (54° 23′ 14″ N, 10° 25′ 48″ O)     | Wohnhaus               | Wohnhaus; Ende 19. Jh.; zweigeschossiger, achtachsiger Backsteinbreitbau mit Satteldach und zweiachsigem Mittelrisalit, reiche Backstein- und Giebelzier, mit Hofallee/Rondell - Begründung: geschichtlich, künstlerisch, städtebaulich, Kulturlandschaft prägend - Schutzumfang: Wohnhaus, Hofallee/Rondell - Denkmaltyp: Bauliche Anlage, Sachgesamtheit: Hofanlage Schneekloth                                                 | BW              |
| 4625           | Dorfstraße 23 (54° 23′ 15″ N, 10° 25′ 36″ O)     | Haupthaus              | Haupthaus; 1796, Innengerüst 16. Jh.; Probsteier Bauernhaus, in Fachwerk ausgeführtes, langgestrecktes Fachhallenhaus in Giebelstellung mit Schopfwalmdach - Begründung: geschichtlich, wissenschaftlich, städtebaulich, Kulturlandschaft prägend - Schutzumfang: gesamtes Objekt - Denkmaltyp: Bauliche Anlage, Sachgesamtheit: Hof Lagemann                                                                                     | Fotos hochladen |
| 4627 Wikidata  | Dorfstraße 23 (54° 23′ 15″ N, 10° 25′ 37″ O)     | Bohlenspeicher         | Bohlenspeicher; 1611/12 (d); eingeschossiger, einraumtiefer Wandständerbau von 15 Metern Länge mit Bohlenfüllungen auf Findlingsfundamenten, Walmdach mit weiten Überständen - Begründung: geschichtlich, wissenschaftlich, Kulturlandschaft prägend - Schutzumfang: gesamtes Objekt - Denkmaltyp: Bauliche Anlage, Sachgesamtheit: Hof Lagemann                                                                                  | BW              |
| 4628           | Dorfstraße 25 (54° 23′ 15″ N, 10° 25′ 32″ O)     | Haupthaus              | Haupthaus; 1895, im Kern um 1570; Probsteier Bauernhaus, in Fachwerk ausgeführtes giebelständiges Fachhallenhaus mit Satteldach und reich verzierter Backsteinfassade, hoher seitlicher Anbau - Begründung: geschichtlich, wissenschaftlich, künstlerisch, städtebaulich, Kulturlandschaft prägend - Schutzumfang: gesamtes Objekt - Denkmaltyp: Bauliche Anlage, Sachgesamtheit: Hofanlage Ladehoff                              | BW              |
| 29681 Wikidata | Dorfstraße 25 (54° 23′ 15″ N, 10° 25′ 33″ O)     | Bohlenspeicher         | Bohlenspeicher; 1546/47 (d), um 1900; eingeschossiger, einraumtiefer Wandständerbau von neun Metern Länge und drei Kammern mit Bohlenfüllungen auf Findlingsfundamenten, mit umfassendem Scheunenbau um 1900 - Begründung: geschichtlich, wissenschaftlich, Kulturlandschaft prägend - Schutzumfang: gesamtes Objekt - Denkmaltyp: Bauliche Anlage, Sachgesamtheit: Hofanlage Ladehoff                                            | BW              |
| 24784          | Dorfstraße 26 (54° 23′ 17″ N, 10° 25′ 47″ O)     | Wohnhaus               | Wohnhaus; Ende 19. Jh.; eingeschossiger Backsteinbau mit Walmdach und verputzter Front in spätklassizistischen Formen, Dreiecksgiebel über dem Eingang - Begründung: geschichtlich, städtebaulich, Kulturlandschaft prägend - Schutzumfang: gesamtes Objekt - Denkmaltyp: Bauliche Anlage, Sachgesamtheit: Hofanlage Muhs | BW              |
| 30931 Wikidata | Dorfstraße 26 (54° 23′ 18″ N, 10° 25′ 46″ O)     | Bohlenspeicher         | Bohlenspeicher; 1607/08 (d), Anfang 20. Jh.; einraumtiefer Wandständerbau von 15 Metern Länge und vier Kammern mit Bohlenfüllungen auf Findlingsfundamenten, im 20. Jahrhundert um zwei Geschosse aufgestockt, flaches Satteldach - Begründung: geschichtlich, wissenschaftlich, Kulturlandschaft prägend - Schutzumfang: gesamtes Objekt - Denkmaltyp: Bauliche Anlage, Sachgesamtheit: Hofanlage Muhs                           | BW              |
| 21378 Wikidata | Dorfstraße 31 (54° 23′ 17″ N, 10° 25′ 28″ O)     | Wohnhaus               | Alteintragung (Aktualisierung vorgesehen) - Begründung: Alteintragung (Aktualisierung vorgesehen) - Schutzumfang: Alteintragung (Aktualisierung vorgesehen) - Denkmaltyp: Bauliche Anlage | Fotos hochladen |
| 21379 Wikidata | Dorfstraße 31 (54° 23′ 17″ N, 10° 25′ 27″ O)     | Stallscheune           | Alteintragung (Aktualisierung vorgesehen) - Begründung: Alteintragung (Aktualisierung vorgesehen) - Schutzumfang: Alteintragung (Aktualisierung vorgesehen) - Denkmaltyp: Bauliche Anlage | BW              |
| 4615           | Dorfstraße 44 (54° 23′ 21″ N, 10° 25′ 24″ O)     | Wohnhaus               | Wohnhaus; 1912, Baumeister Hermann Göttsch; stattlicher, zweigeschossiger Backsteinbau auf T-förmigem Grundriss mit Schopfwalmdach und großem, teilverglastem Altan, darüber ein großer, schmückender Zwerchgiebel, mit Einfriedung - Begründung: geschichtlich, künstlerisch, städtebaulich, Kulturlandschaft prägend - Schutzumfang: Wohnhaus, Einfriedung - Denkmaltyp: Bauliche Anlage, Sachgesamtheit: Hofanlage Grapengeter | BW              |
| 7325 Wikidata  | Dorfstraße 53 (54° 23′ 21″ N, 10° 25′ 12″ O)     | Kate                   | Alteintragung (Aktualisierung vorgesehen) - Begründung: geschichtlich, städtebaulich - Schutzumfang: gesamtes Objekt - Denkmaltyp: Bauliche Anlage | Fotos hochladen |
| 10930          | Stakendorfer Mühle (54° 22′ 57″ N, 10° 25′ 1″ O) | Windmühle              | Windmühle Stakendorf; 19. Jh., 1870 nach Stakendorf transloziert; Galerie-Holländer auf quadratischem Unterbau mit Backsteinanbauten, größte erhaltene Mühle im Kreis Plön - Begründung: geschichtlich, technisch, Kulturlandschaft prägend - Schutzumfang: gesamtes Objekt - Denkmaltyp: Bauliche Anlage | BW              |

## Quelle
- Liste der Kulturdenkmale in Schleswig-Holstein – Kreis Plön (PDF)

- Karte mit allen Koordinaten:
- OSM |
- WikiMap